# Amyna virbioides
Amyna virbioides là một loài bướm đêm trong họ Noctuidae.